# Magister Maesius
Magister Maesius is een 13-delige jeugdreeks van de toenmalige BRT. De reeks was een, voor die tijd, ongewone combinatie van sciencefiction en Middeleeuwse avonturenserie. Ze werd uitgezonden vanaf 2 januari 1974.

## Rolverdeling
| Acteur               | Personage                    | Aantal afleveringen |
| -------------------- | ---------------------------- | ------------------- |
| Willy Van Heesvelde  | Magister Maesius             | 13                  |
| Nora Tilley          | Irena                        | 13                  |
| Jef Demedts          | Graaf Renier Van Nevele      | 13                  |
| Ann Petersen         | Katrijn                      | 12                  |
| Alex Cassiers        | Kapitein Capuyt              | 11                  |
| Jan Reussens         | Haneveer                     | 11                  |
| Sjarel Branckaerts   | Lodder                       | 11                  |
| Jan Verbist          | Ridder Hugo Van Craenendonck | 10                  |
| Ivo Pauwels          | Geeraert                     | 10                  |
| Marieke van Leeuwen  | Elza                         | 10                  |
| Cary Fontyn          | Gravin van Nevele            | 9                   |
| Stijn Peeters        | Jonker Jan                   | 9                   |
| Marc Bober           | Lange                        | 8                   |
| Paul-Emile Van Royen | Sergeant                     | 8                   |

Overige rollen
| Acteur             | Personage                | Aantal afleveringen |
| ------------------ | ------------------------ | ------------------- |
| Hilde Sacré        | Margareta van Oostenrijk | 4                   |
| Roger Bolders      | Vingerhoets              | 4                   |
| Suzanne Juchtmans  | Roza                     | 3                   |
| Robert Borremans   | Le Testu                 | 2                   |
| Cara van Wersch    | moeder overste           | 2                   |
| Loet Hanekroot     | Zwartbaard               | 1                   |
| Ronnie Commissaris | Barents                  | 1                   |
| Bart Peeters       | Bartje                   | 1                   |
| Vic Moeremans      | raadslid                 | 1                   |
| Jan Peré           | Juan                     | 1                   |
| Jos Kennis         |                          | ?                   |

## Korte inhoud
In Zarren zijn het moeilijke tijden want er woedt oorlog en het dorp wordt belegerd door ridder Hugo Van Craendonck. Deze werd door graaf Reinier Van Nevele van hoogverraad beschuldigd en uit Zarren verbannen.
De situatie wordt bestudeerd door de bewoners van de planeet Balmodor. Deze kristalwezens besluiten een afgevaardigde naar de aarde te sturen in de gedaante van een vrouw, de jonge Irena. Zij moet uitzoeken waarom mensen oorlog voeren.
Ze wordt opgevangen door magister Maesius en zijn inwonende huishoudster Katrijn en zijn leerling Geeraert.
Irena heeft een poeder bij zich dat ervoor zorgt dat mensen alles vergeten. Dit poeder wekt belangstelling bij verschillende personen. Om Irena bij te staan, sturen de kristalwezens een helper in de vorm van Morubazol, een sprekende ezel.
Maesius is ondertussen tot de ontdekking gekomen dat Van Craendonck vals werd beschuldigd. Dit vormt een probleem want de echte schuldige is zijn baas: Graaf Reinier van Nevele...

## Dvd-uitgave
In 2007 kwam de reeks uit op dvd, in de collectie VRT-Klassiekers.

## Trivia
In de reeks zijn de piepjonge broers Bart en Stijn Peeters te zien. Eerder waren zij in de reeks Bart Banninks de hoofdrolspelers.